# Slanské Nové Mesto
Slanské Nové Mesto (in ungherese Szaláncújváros) è un comune della Slovacchia facente parte del distretto di Košice-okolie, nella regione di Košice.